# ガウス・クリューゲル図法

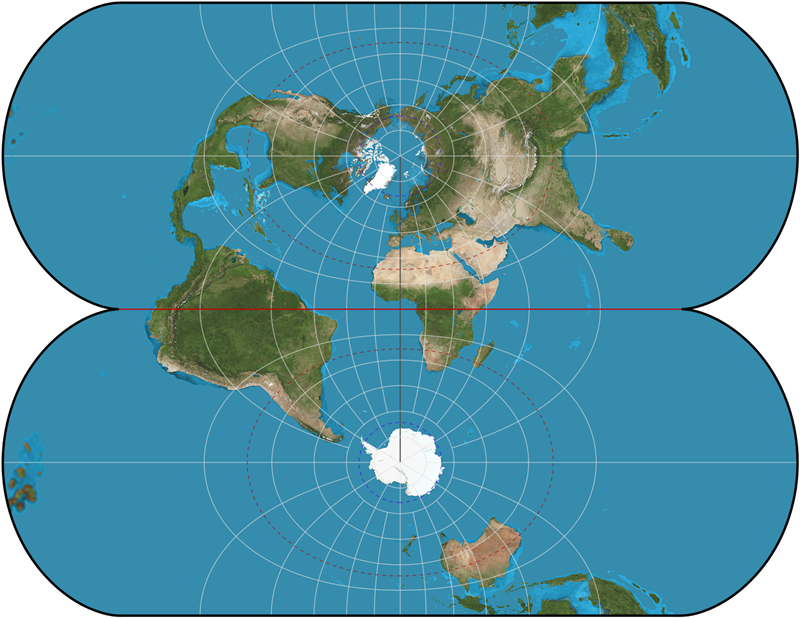
中央子午線を本初子午線として地球表面全体をガウス・クリューゲル図法により投影した図。地球楕円体の第一離心率を とするとき、東西 ラジアンの経度を境として、赤道が曲線となる。

ガウス・クリューゲル図法（ガウス・クリューゲルずほう）は、19世紀にドイツの天文学者・数学者であるカール・フリードリヒ・ガウスが考案し、ドイツの数学者・測地学者であるヨハン・ハインリヒ・ルイ・クリューゲルにより整理された地図投影法の一種である。

## 特徴
横メルカトル図法の一種で円筒図法に分類されるが、地球が回転楕円体であることを考慮しており、投影の中央に当たる中央子午線上の子午線弧長が保存されるように投影される。また同時に、地図上の任意の場所における微小な2つの線分が成す角を保存する等角写像となるように投影される正角図法である。
主に、比較的狭い範囲の地形図作成に用いられ、現在の日本における平面直角座標系（平成14年国土交通省告示第9号）にも採用されている。

## 投影法の表式
クリューゲルは1912年の論文で、二通りの投影法の表式を発表した。いずれもガウスが生前に何らかの形で表したものを取りまとめ整理したものである。一つは、中央子午線からの経度差が小さい範囲に限ってこれについて冪級数展開したもので、投影できる経度幅に制限を持つ。
もう一つの表式は、地球楕円体の扁平率のみに依存する係数で展開式を設定し、より広域な範囲について精度のよい投影が可能である。
日本では、かつて前者の式が一般的に使われていた。2013年度からは後者の式が公共測量における作業規程の準則において、また国土地理院が提供する測量計算サイトにおいても採用されることとなった, 。前者の表式、後者の表式ともに日本語による解説が存在する。
ヤコビの楕円函数を用いれば、地球表面全体を右図のように投影することができる。